# Rocket Science
Rocket Science is een semi-autobiografische Amerikaanse dramakomedie uit 2007 geschreven en geregisseerd door Jeffrey Blitz. Reece Thompson, Anna Kendrick, Nicholas D'Agosto, Vincent Piazza, Aaron Yoo en Utkarsh Ambudkar acteren in deze film die het verhaal vertelt van de 15-jarige Hal Hefner. Hal (Thompson) kampt met een stotterprobleem en met hulp van Cinny (Kendrick) probeert hij dit te overwinnen door zich bij het debatteam te voegen. Het is een typische coming-of-age film waarin een jongen zichzelf en zijn seksualiteit leert aanvaarden.

## Prijzen en nominaties
Rocket Science was genomineerd voor drie Independent Spirit Awards, in de categorieën "Beste Eerste Film", "Beste Eerste Screenplay" (Jeffrey Blitz) en "Beste Vrouwelijke Bijrol" (Anna Kendrick). Op het Sundance Film Festival won Blitz de award voor "Dramatic Directing" en de film was er genomineerd voor de "Dramatic Grand Jury Prize". De trailer was genomineerd op de Golden Trailer Awards voor de "Beste Reclame in de Cinema" en "Beste Muziek".